# Sareyamou
Sareyamou est une commune du Mali, dans le cercle de Diré et la région de Tombouctou.

## Personnalités nées à Sareyamou
- Boubacar Hamadoun Kébé, homme politique